# Mes rêves
Mes rêves is een nummer van de Belgische zangeres Lindsay.
Het nummer werd in 2005 uitgebracht met als doel deel te nemen aan Eurokids 2005, de Belgische preselectie voor het Junior Eurovisiesongfestival. Na de tweede halve finale te hebben gewonnen met het maximum van de punten (60), moest Lindsay het in de finale op zondag 18 september 2005 opnemen tegen vijf andere finalisten. Uiteindelijk won ze, opnieuw met het maximum van 60 punten, waardoor zij haar land mocht vertegenwoordigen op het Junior Eurovisiesongfestival 2005 in eigen land, in Hasselt. Daar werd ze uiteindelijk tiende op zestien deelnemers, met 63 punten. Ze stond 12 weken in de Ultratop 50, en 9 weken in de Ultratop 40.

## Discografie

### Single
| Single met hitnotering(en) in de Vlaamse Ultratop 50 | Datum van verschijnen | Datum van binnenkomst | Hoogste positie | Aantal weken | Opmerkingen |
| ---------------------------------------------------- | --------------------- | --------------------- | --------------- | ------------ | ----------- |
| Mes rêves                                            | 15-10-2005            | 14-01-2006            | 25              | 3            |             |